# Murat (Fluss)
Der Murat (türkisch Murat Nehri, auch Murat Suyu oder Murat Irmağı; kurdisch Çemê Miradê, armenisch Արածանի (Aratsani); assyrisch Arsania, antik Arsanias), auch Östlicher Euphrat, ist ein Fluss in der östlichen Türkei.
Er bildet den östlichen Quellstrom des Euphrat und entspringt nicht weit vom Ararat im Bergmassiv nördlich des Vansees und südlich der Kreisstadt Diyadin. Hier liegen die Quellgebiete, deren Wasser bis zum Zusammenfluss mit dem Karasu zum Euphrat den weitesten Weg zurücklegen muss, nämlich rund 720 km. Von der Quelle fließt er zunächst nach Osten und wendet sich dann in einem Linksbogen nach Norden in westliche Richtung. Bei Diyadin erreicht er seinen östlichsten Abschnitt. Von dort fließt er durch bergiges Gelände nach Westen. Im Nordosten der Provinz Elazığ erreicht er den Keban-Stausee, in dem er sich mit dem Wasser des Karasu zum Euphrat vereinigt.

## Geschichte
Der Murat wird  unter anderem in den Annalen von Salmanasser III. erwähnt.

## Wasserkraftprojekte
Neben der Alpaslan-1-Talsperre und der im Bau befindlichen Alpaslan-2-Talsperre gibt es noch weitere Staudammprojekte am Flusslauf des Murat.
Das privat finanzierte Beyhani-Kaleköy-Wasserkraftprojekt umfasst vier Staudämme mit angeschlossenen Speicherkraftwerken (Beyhan-1, Beyhan-2, Untere Kaleköy- und Obere Kaleköy-Talsperre). Die Gesamtkapazität liegt bei 1855 MW, die zu erwartende Jahresstromerzeugung bei 4280 GWh.